# Linn Jørum Sulland
Linn Jørum Sulland, född den 15 juli 1984 i Oslo, är en norsk handbollsspelare. Hon spelar i det norska landslaget såväl i handboll som i beachhandboll. 

## Landslagskarriär

### Handboll
Hon gjorde sin debut i landslaget 2004.

### Beachhandboll
2007 deltog hon i laget som vann en bronsmedalj vid European Beach Handball Championship. 2009 deltog hon i laget som vann en silvermedalj vid de europeiska mästerskapen i Larvik.

## Klubbkarriär
Säsongen 2005/2006 var hon den bästa målgöraren i ligan (tillsammans med Linn-Kristin Riegelhuth) med 159 mål.